# Étienne Lenoir
Jean-Joseph-Étienne Lenoir (Mussy-la-Ville, 1822 – La Varenne-Saint-Hilaire, 1900) è stato un inventore francese.
Nel 1860 brevettò un motore a gas illuminante che venne immediatamente applicato in pratica. Lenoir fu inoltre inventore di sistemi elettrici e regolatori di dinamo.